# Стража (Трговишка област)
Стража (буг. Стража) село је у североисточној Бугарској, општина Трговиште, Трговишка област.

## Становништво
Према попису из 2011. године село је имало 726 становника.
Етнички састав становништва села::
| Националност | Укупно |
| Бугари       | 378    |
| Турци        | 286    |
| Роми         | 21     |
| Други        | 3      |
| Неизјашњено  | 0      |

## Култура
Због пада становништва затворена су основна школа и обданиште. У селу ради читалиште „Развитие”. Последња зграда читалишта, која се налази у центру села отворена је 1972. године

## Религија
У селу се налазе два верска објекта:
- Џамија
- Црква св. Параскеве - изграђена 1923. године

## Остало
До 2010. године у селу је радио дом за децу ометене у развоју „Св. Мина”, крајем јануара 2009. у дому је живело 21 деце и 39 младих..